# Јана (име)
Јана је женско име, варијација имена Јована. Мушки облик овог имена је Јан.

## Расрпрострањеност
Ово име је расрпрострањено у Немачкој, Холандији, Чешкој, Словачкој, Словенији, Србији, Црној Гори и другим земљама.